# عشقی دیگر
«عشقی دیگر» (انگلیسی: Another Love) نام معروف‌ترین ترانه از تام اودل است. این ترانه در چارت انگلیس به رتبه ده رسید و همچنین در هلند، بلژیک و ایرلند نیز در چارت قرار گرفت.